# Opsomeigenia xylota
Opsomeigenia xylota là một loài ruồi trong họ Tachinidae.